# Peter Persidis
Peter Persidis (8. marts 1947 - 21. januar 2009) var en østrigsk fodboldspiller (forsvarer) og -træner af græsk afstamning.
Persidis spillede på klubplan hos de østrigske klubber First Vienna og Rapid Wien samt for græske Olympiakos. Han vandt det østrigske mesterskab med Rapid i 1982, mens det med Olympiakos blev til hele tre græske mesterskaber med Olympiakos.
Persidis spillede desuden syv kampe for det østrigske landshold. Han var en del af det østrigske hold til VM i 1978 i Argentina. Han kom dog ikke på banen i turneringen, hvor holdet blev slået ud efter andet gruppespil.
Efter sit karrierestop var Persidis træner for henholdsvis St. Pölten og Rapid Wien. Han døde af kræft i 2009 i en alder af 61 år.